# Campina das Missões
Pour les articles homonymes, voir Campina.
Campina das Missões est une municipalité brésilienne située dans l'État du Rio Grande do Sul.